# Лейк, Джей
Джозеф И. Лейк-младший (англ. Joseph E. Lake, Jr.; 6 июня 1964 — 1 июня 2014) — американский писатель-фантаст, писавший в жанре научной фантастики и фэнтези. В 1986 году окончил Техасский университет в Остине. В 2004 году он выиграл премию Джона В. Кэмпбелла лучшему новому писателю-фантасту. Лейк проживал в Портленде, штат Орегон и работал менеджером в телекоммуникационной компании. Скончался в хосписе от рака.